# Джон Брім
Джон Чарльз Брім (англ. John Charles Brim; 10 квітня 1922, Гопкінсвілль, Кентуккі — 1 жовтня 2003, Гері, Індіана) — американський блюзовий гітарист і співак. Відомий як автор пісні «Ice Cream Man», яка стала блюзовим стандартом і стала популярною, коли рок-гурт Van Halen записав її для свого дебютного альбому.

## Біографія
Джон Чарльз Брім народився 10 квітня 1922 року в Гопкінсвіллі, штат Кентуккі. Син Корнелії Роджерс.
Почав грати блюз з 1935 року з Гомером Вілсоном; серед музикантів, що вплинули на Бріма були Біг Білл Брунзі, Джон Лі Вільямсон і Тампа Ред. У 1941 році переїхав в Індіанаполіс, а в 1945 році в Чикаго. В Індіанаполісі (1941—1945) співав разом з Гармоном Реєм, Скреппером Блеквеллом, та іншими, і вчився грати на гітарі. У 1947 році одружився з Грейсі (Грейс) Міллард (їхні діти Ернест і Джон Брім, мол. також стали музикантами); з 1948 року почав виступати разом з дружиною, яка співала і грала на губній гармоніці. Разом з Грейсі записувався на чиказькому лейблі Fortune і акомпанував Біг Масео (1950—1952). У 1951 році записувався з дружиною на сент-луїському лейблі Random. Записувався на лейблі J.O.B. (1950—1952; зокрема перезаписав пісню «Hard Pill to Swallow» Сона Бондса) і також акомпанував Грейс Брім на J.O.B. (1952). У 1953 році записувався як акомпаніатор з Джиммі Рідом і Альбертом Кінгом (Кінг записав п'ять пісень, дві з яких були випущені «Be On Your Merry Way» і «Bad Luck Blues») на Parrot. До 1953 року разом з дружиною переїхав в Гері, штат Індіана.
Записувався на Checker (1953; записав «Rattlesnake»/«It Was a Dream» з Літтлом Волтером і Віллі Діксоном; однак його було скасовано перед виходом), Parrot (1954; «Tough Times»), Chess (1955—1956; «You Got Me Where You Want Me» з Діксоном, Волтером і Робертом Локвудом-молодшим). У 1963 році розійшовся з Грейсі. У 1964 році повернувся до Чикаго, де регурярно співапрацював з Джиммі Рідом. У 1971 році записувався на власному лейблі BB Records («You Put The Hurt On Me»/«Movin' Out») і володів хімчисткою. Записувався на лейблі Yo-Deen Records. У 1975 році знову працював з Грейс у Чикаго. У 1987 році знову переїхав назад в Гері. Записувався на лейблах Wolf (1989) і Tone-Cool (1994). У 2000 році випустив альбом Jake's Blues. У 2001 році гастролював у Бельгії.
Помер 1 жовтня 2003 року у віці 81 року від раку серця в Гері, Індіана.

## Дискографія

### Альбоми
- John Brim and Pinetop Perkins (Wolf, 1989) з Пайнтопом Перкінсом
- Ice Cream Man (Tone-Cool, 1994)
- Jake's Blues (Anna Bee, 2000)

### Сингли
- «Strange Man»/«Mean Man Blues» (Fortune, 1950)
- «Dark Clouds»/«Lonesome Man Blues» (Random, 1951)
- «Trouble in the Morning»/«Humming Blues» (J.O.B., 1951)
- «Over Nite»/«Drinking Woman» (J.O.B., 1953)
- «Tough Times»/«Gary Stomp» (Parrot, 1954)
- «Go Away»/«That Ain't Right» (Chess, 1955)
- «I Would Hate to See You Go»/«You Got Me Where You Want Me» (Chess, 1956)
- «You Put The Hurt On Me»/«Movin' Out» (BB, 1971)

### Збірки
- Tough (Blue Horizon, 1968) з Елмором Джеймсом
- Whose Muddy Shoes (Chess, 1969) з Елмором Джеймсом
- John Brim and Little Hudson (P-Vine, 1980) з Літтлом Гадсоном
- John Brim: Authorized Blues (Anna Bea, 200?)
- The Chronological John Brim 1950—1953